# Maudach

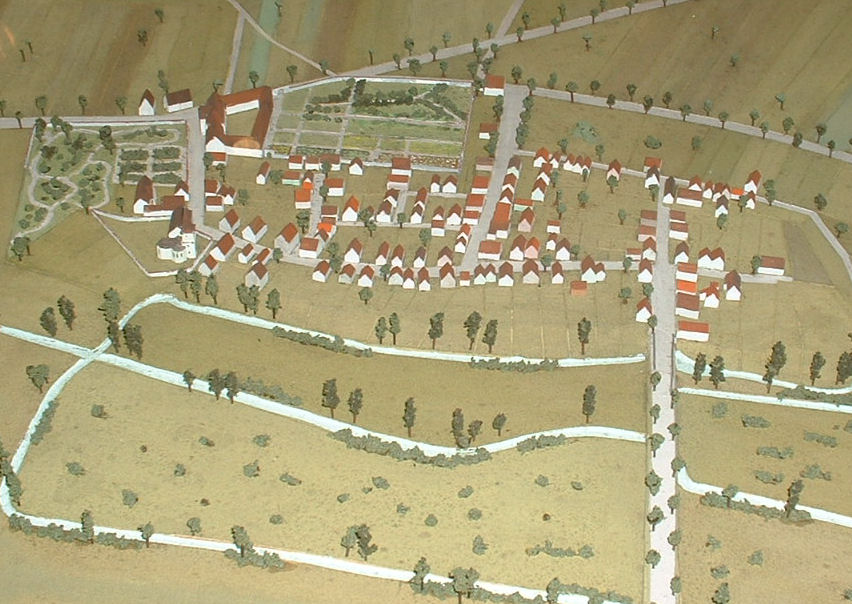
Modell um 1900

Maudach ist ein Stadtteil und zugleich einer der zehn Ortsbezirke der Stadt Ludwigshafen am Rhein.

## Lage
Maudach liegt westlich vom Stadtzentrum und grenzt an das Maudacher Bruch, das mit einer Fläche von 360 Hektar das größte Naherholungsgebiet Ludwigshafens ist und das sich aus einer ehemaligen, heute verlandeten Rheinschlinge gebildet hat.
Innerhalb von Ludwigshafen grenzt Maudach an die Stadtteile Rheingönheim, Gartenstadt und Oggersheim. An der Stadtgrenze im Westen schließt sich die Gemeinde Mutterstadt an.

## Name
Nach den Urkunden des Lorscher Codex hieß Maudach dreimal Mudach, zweimal Mutach, einmal Muthach, einmal Mutaha, zweimal Mutah, einmal Mudahen und einmal Mudacheim. Zur Herleitung des Namens gibt es derzeit zwei Ansätze. Der ältere Erklärungsversuch deutet den ersten Teil des Namens als mud oder mut (er hängt mit Moder zusammen), was so viel wie „Schlamm“ oder „Sumpf“ bedeutet. Der zweite Teil ach oder aha hat die gleichen Wurzeln wie das lateinische Wort „aqua“, also „Wasser“. Ein neuerer Ansatz leitet den Namen von muta – Zoll, Maut – ab, der hier an der alten Römerstraße zwischen zwei alten Stammesgebieten und späteren mittelalterlichen Gauen erhoben wurde.

Maudach ist somit „ein Ort am Schlammwasser“ bzw. „eine Mautstelle“. Aktuell wird der neuere Ansatz favorisiert.

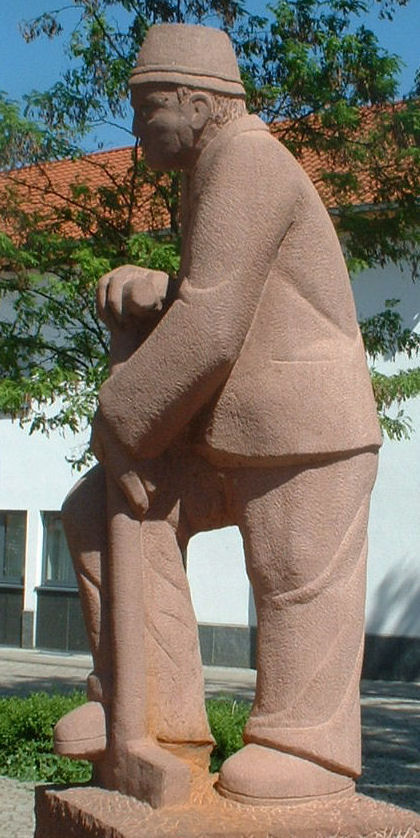
Torfstecherdenkmal
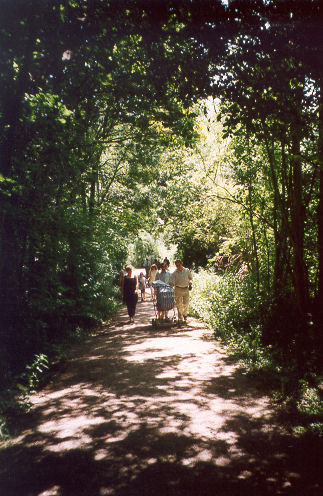
Weg im Maudacher Bruch
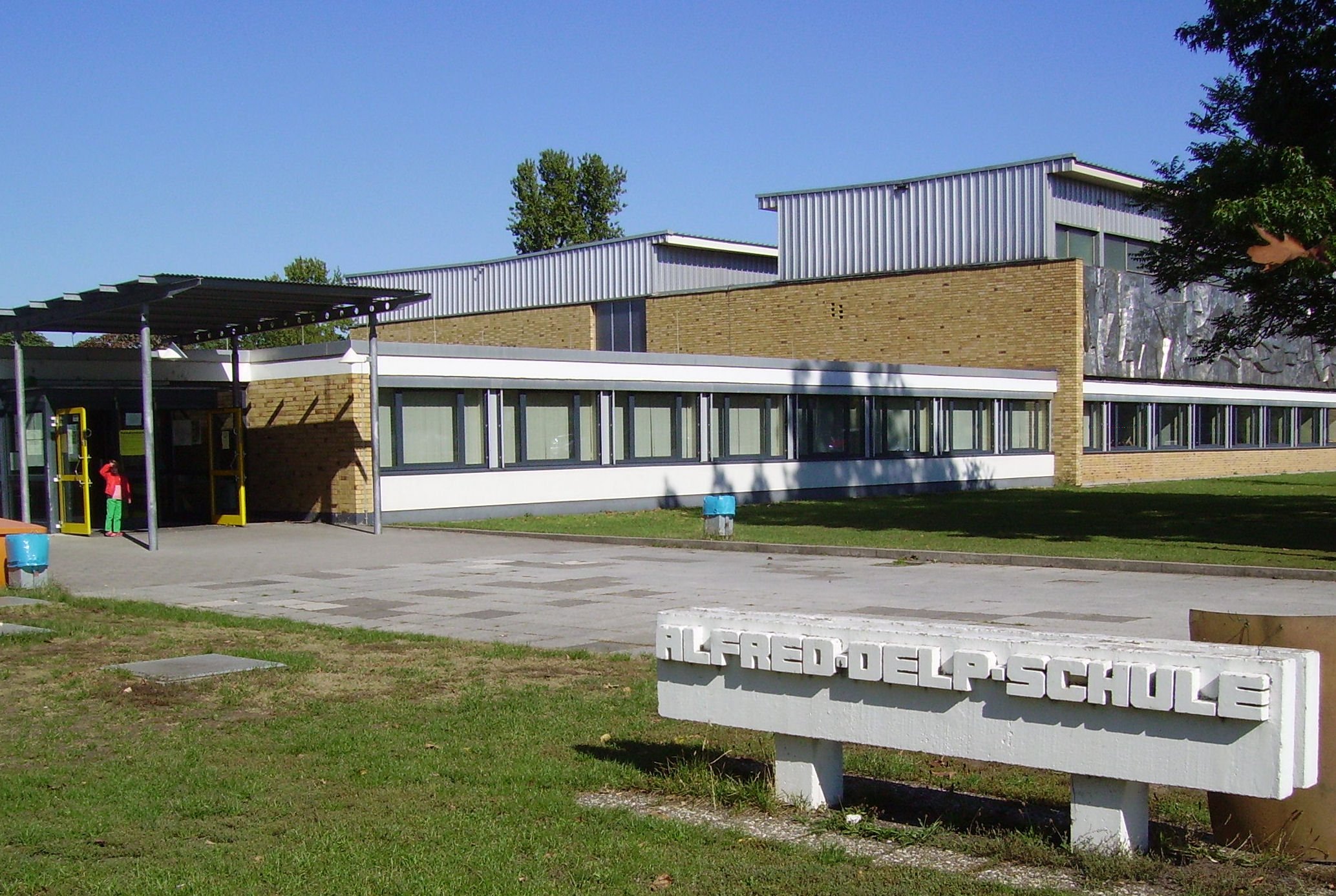
Alfred-Delp-Grundschule
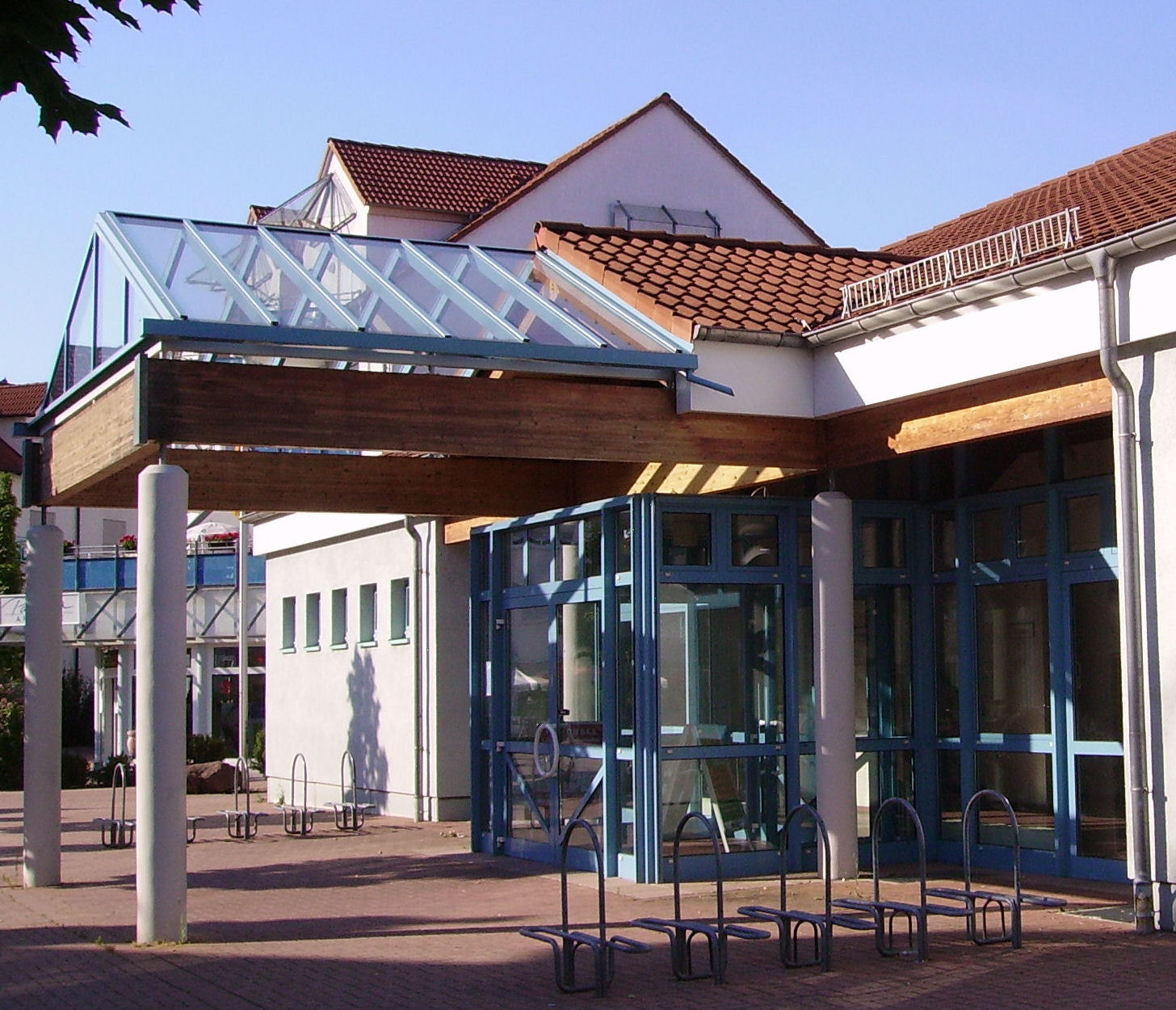
Bürgersaal

## Geschichte

### Archäologische Funde
Bodenfunde aus der Eisen- und Bronzezeit deuten auf ein altes Siedlungsgebiet hin. Schon die Franken und die Römer siedelten hier. Nach den „Mitteilungen des Historischen Vereins der Pfalz“, dem „Pfälzischen Museum“ und Tageszeitungen kamen folgende Funde aus Maudach ins Speyerer Museum:
- 1875 eine römische Goldmünze des Kaisers Justinianus Secundus, gefunden am „Hohen Weg“
- 1876/77 eine Lanzenspitze und zwei Tongefäße aus der fränkischen Zeit
- 1887 zwei römische Krüge, eine Terra-Sigillata-Scherbe mit dem Stempel Regenus, eine römische Fibel und siebzehn Münzen der späteren Kaiserzeit
- In der Nähe der Feldkapelle Anfang 1899 ein Plattengrab in einer Tiefe von 75 cm (Es war 2 m lang, 60 cm breit, von acht Platten gebildet. Die Füße lagen nach Osten, das Haupt war auf einen schrägen Stein gebettet.)
- 1905 römische Keramikfunde
- 1906 in der Nähe der Feldkapelle eine Halskette mit gelben und blauen Tonperlen, eine „Brosche“ ein langes, zweischneidiges Schwert, zwei einschneidige Kurzschwerter und Hufeisen aus der Frankenzeit
- 1909 ein gestempelter Amphorenhenkel
- 1936 Reste eiserner Waffen und ein Schildbuckel mit Bronzeknöpfen

Außerdem fand man bei Maudach einen zweifarbig bemalten Krug, den sogenannten Maudacher Gesichtskrug.

### Erwähnungen im Lorscher Codex
Im Lorscher Codex, in dem zahlreiche Schenkungen an das Kloster dokumentiert sind, wird Maudach im Jahr 770 urkundlich erstmals als „Mudahen“ erwähnt. Zwischen 770 und 851 ist der Ort insgesamt 13 Mal im Codex verzeichnet und wird beispielsweise auch „Mutah“, „Mudach“ oder „Mutaha“ genannt.

### Maudach im 13. Jahrhundert
Im 13. Jahrhundert besaß der Raubritter Heinrich von Ruprechtsberg eine Burg bei Maudach, von der aus er Kaufleute belästigte. Eine Gruppe Wormser Bürger zerstörte diese Burg, um den Handelsweg nach Süden wieder frei zu bekommen, und musste sich wegen dieser Tat vor ihrem Bischof verantworten. Dieser führte einen Vergleich herbei und legte den Bürgern  einen Schadenersatz von 80 Mark auf. Der Standort dieser Burg ist heute vergessen. Lediglich die Flurnamen „Burgweg“ und „alter Burgweg“ könnten ein Hinweis darauf sein, an welcher Stelle die Burg stand. „Maudacher Weg“, „Burgweg“ (Karte) und der parallel verlaufende „Römerweg“ sind zudem Straßennamen im benachbarten Limburgerhof. Die Verlängerung des Römerwegs bildet nach Norden als z. T. unterbrochener Feldweg entlang der westlichen Maudacher Ortsgrenze die kürzeste Verbindung zwischen Speyer und Oggersheim bei Umgehung des Sumpfgebietes „Maudacher Bruch“ und war somit vermutlich der bevorzugte Handelsweg.

### Unter den Herren von Hirschhorn
Von 1353 bis 1632 unterstand Maudach den Herren von Hirschhorn. Diese hatten den größten Teil ihres Besitzes in der Pfalz von den Fürstbischöfen von Speyer als Lehen empfangen. Es war die Herrschaft Lindenberg mit Burg und Dorf Lindenberg, den Dörfern Königsbach, Maudach, Rheingönheim (u. a.).

### Folgen des Dreißigjährigen Krieges
Ein Bericht an das Hochstift Speyer aus dem Jahr 1641 (während des Dreißigjährigen Krieges) vermerkt, dass „die sechs reichen Güter des Hochstiftes zu Maudach nichts ertrügen, weil alles wüst liege und kein Mensch darinnen wohne“.
Vier Jahre nach dem Westfälischen Frieden, im Jahr 1652, wird berichtet, dass die Maudacher Güter alle mit Hecken verwachsen seien, alles noch wüst und verdorben liege und nicht gebaut werde, weil keine Leute vorhanden seien.
Die Bevölkerung Maudachs erneuerte sich nach dem Dreißigjährigen Kriege fast vollständig durch Zuzug. Nach dem Krieg erscheinen nur vier der Namen wieder, die es vorher im Ort schon gegeben hat.

### Chronologie
Erstmals erwähnt wird Maudach im Jahr 770 im Lorscher Codex als Mudahen im Speyergau. Damals war der Ort ein Hausgut der Salier, das dann in die Hände des Hochstiftes Speyer überging. Im 13. Jahrhundert gab der Speyerer Bischof den Herren von Frankenberg Maudach als Lehen. Im 14. Jahrhundert kam es als Lehen an die Herren von Erbach. Ab diesem Zeitpunkt werden die Daten genauer.
1353 Maudach wird an Engelhard von Hirschhorn verkauft.
1632 Mit dem Aussterben der Herren von Hirschhorn fällt Maudach wieder an das Hochstift Speyer zurück.
1618–1648 Im Dreißigjährigen Krieg wurden alle Maudacher Einwohner zu kurpfälzischen Leibeigenen – die Leibeigenschaft wurde 1783 aufgehoben.
1709 Maudach gelangt unter die Herrschaft des Kurfürsten von der Pfalz.
1796 Am 15. Juni, während der Schlacht an der Rheinschanze vor Mannheim, stehen sich 11000 Österreicher unter Franz Freiherr von Petrasch und 50000 französische Soldaten beim sogenannten Treffen bei Maudach gegenüber.
1798–1814 Maudach kommt infolge der Napoleonischen Kriege unter französische Herrschaft.
1814 Maudach wird in die bayerische Rheinpfalz eingegliedert.
1818 Das Dorf Maudach erlangt wieder den Status einer selbstständigen Gemeinde.
1890 15. Oktober Eröffnung der Lokalbahn von Ludwigshafen über Mundenheim, Maudach und Mutterstadt nach Dannstadt.
1938 Am 1. April wird Maudach, das zu dieser Zeit etwa 2800 Einwohner zählt, in die Stadt Ludwigshafen eingemeindet.
1945 Zerstörung des Maudacher Schlosses im Zweiten Weltkrieg (bis auf die Umfassungsmauern ausgebrannt).
1950 bis 1952, veränderter Wiederaufbau des Schlosses.
1955 Letzte Fahrt der Lokalbahn von Dannstadt nach Ludwigshafen.
1956 Beginn der Aufforstung des Maudacher Bruches.
1960 Beginn der öffentlichen Abwasserentsorgung.
1978 Das Maudacher Bruch wird zum Landschaftsschutzgebiet erklärt. Einweihung der Bruchfesthalle. Süderweiterung Maudachs
1980 Die ehemalige Schuttdeponie erhält nach ihrer Aufforstung den Namen „Michaelsberg“.
1984 Planung der Umgehungsstraße Süd.
1988 Einweihung der Umgehungsstraße.
1999 Neugestaltung der Ortsmitte.
2003 Einweihung des Torfstecherbrunnens in der Ortsmitte.
2008 Neugestaltung des Ortseingangs.
2013 Freilegung der Schloss-Südfassade und Beginn der Neugestaltung des Schlossgeländes.
2014 Die Bruchfesthalle (damals noch eine Holzkonstruktion) brennt ab. Die Polizei geht von Brandstiftung aus, der oder die Täter wurde/n bis heute nicht ermittelt.

### Kirchliche Verhältnisse

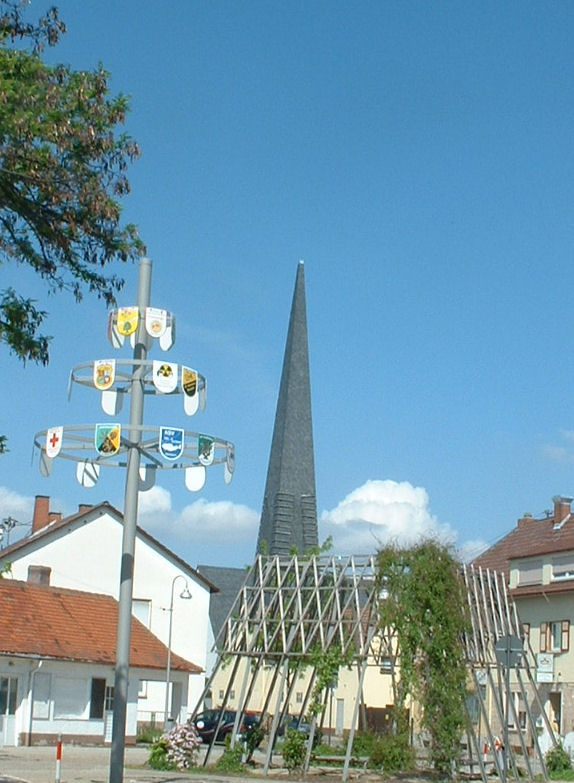
Ortszentrum mit Turm der protestantischen Martinskirche
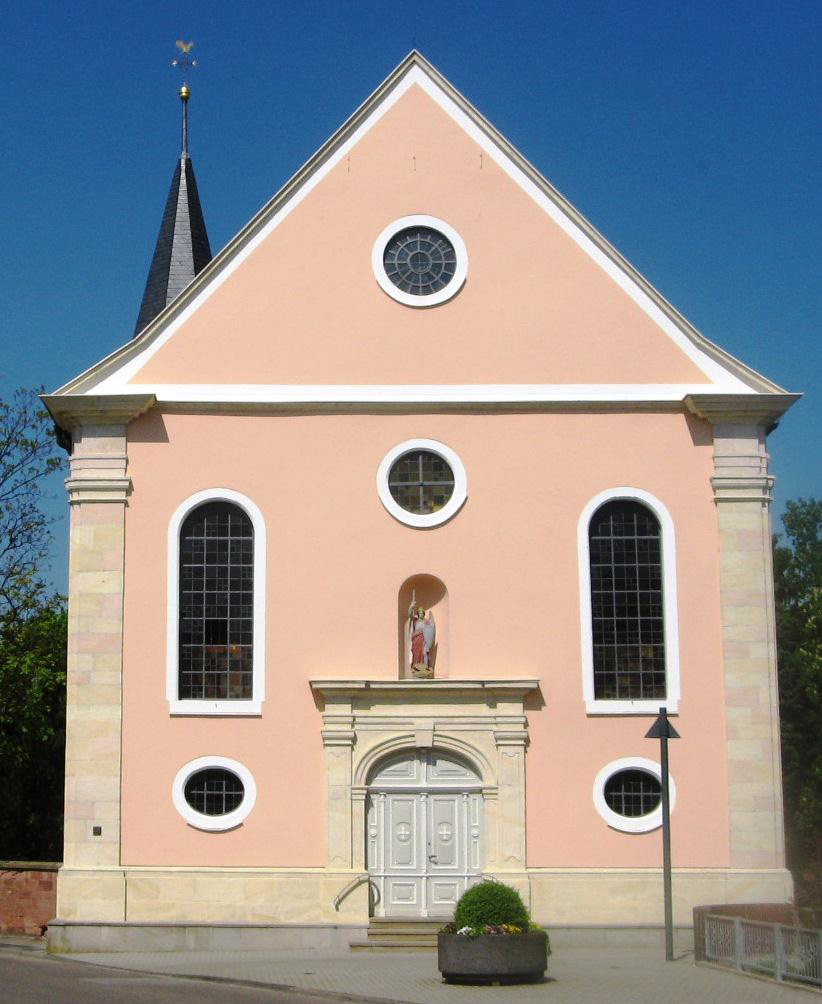
Katholische Pfarrkirche St. Michael
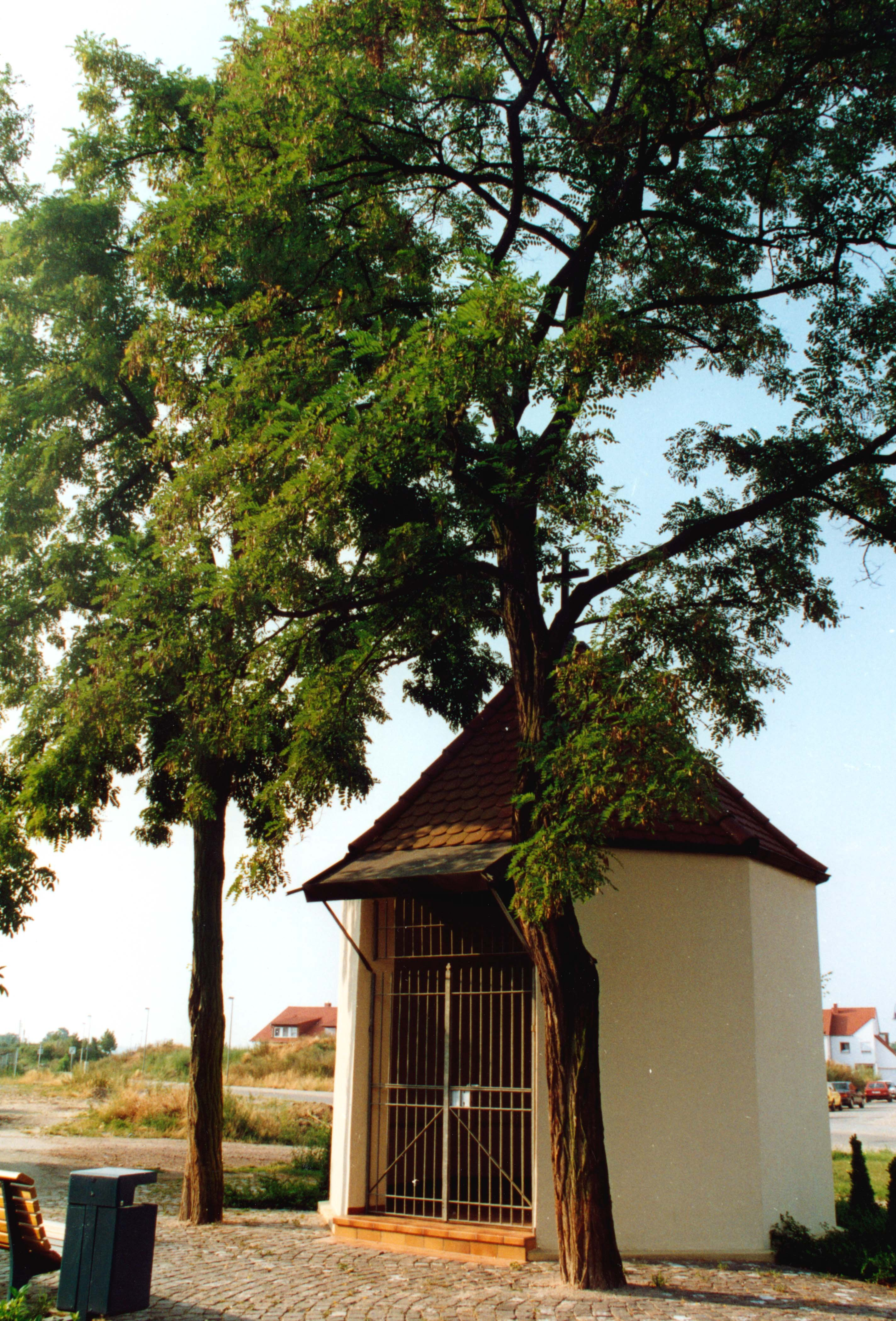
Feldkapelle Ecke Birken-/Hindenburgstr.

Die Reformation erfolgte in der Zeit, als die Junker von Hirschhorn Maudach als Lehen innehatten. Diese wurden um 1550 lutherisch und zwangen ihre Untertanen, ebenfalls lutherisch zu werden. Im Dreißigjährigen Krieg besetzten spanische Truppen bis 1632 die Region und die Einwohner Maudachs mussten zum Katholizismus übertreten. Nach dem Heimfall von Maudach an den Fürstbischof von Speyer, 1632, blieben viele Maudacher katholisch. Da die Kurfürsten der Pfalz aber die Landeshoheit ausübten, gab es auch Protestanten im Ort.
Nach dem Aussterben der lutherischen Herren von Hirschhorn im Jahr 1632 fiel Maudach an den Fürstbischof von Speyer zurück und wurde der fürstbischöflichen Grundhoheit unmittelbar unterworfen. Erst 1709 kam Maudach durch einen Tauschvertrag an den pfälzischen Kurfürsten. In diesem Tauschvertrag war festgesetzt, dass das Exercitium Religionis Catholicae in Maudach beibehalten werden solle. Die wenigen Lutheraner in Maudach erhoben anfänglich keine Beschwerden und so nahm der katholische Pfarrer die Taufen, Trauungen und Begräbnisse auch der Lutheraner vor.
Im Jahr 1724 unternahmen die Maudacher Lutheraner den Versuch, die Taufe vom lutherischen Pfarrer von Rheingönheim zu begehren; damit war das öffentliche Religionsexerzitium verlangt. Sie reichten ein Gesuch ein, das abgewiesen wurde, worauf sie sich wieder ruhig verhielten.
Doch im Lauf der Jahre erhitzten sich die Gemüter so sehr, dass es am dritten Pfingstfeiertag des Jahres 1763 abends gegen 8 Uhr in der Nähe der Kirche zu einer großen Schlägerei zwischen Protestanten und Katholiken kam. Ein lutherischer Soldat, der in Urlaub daheim war, ging mit dem Seitengewehr auf die Gegner los. Es wurde alsbald Sturm geläutet, bis das ganze Dorf zusammen lief. Mistgabeln, Dreschflegel, Stöcke und Prügel wurden eingesetzt. Die Protestanten in Rheingönheim und in Mutterstadt wurden zur Hilfe gerufen. Selbst Frauen wurden in die Schlägerei hineingezogen und verletzt. Der Schultheiß versuchte die Kämpfenden zu beschwichtigen und ließ etliche in das Arrestlokal stecken. Er schreibt an den Oberschultheißen in Oggersheim:
„Wenn ich nicht dabei gewesen wäre, hätte es Mord und Totschlag gegeben. Ich kann Ihnen nicht alles schreiben. Sie müssen sogleich heraufkommen und die Sache untersuchen, wenn’s äußerst möglich ist.“

### Frühe Poststation
Als der verwitwete König Maximilian I. seinen Sohn Philipp den Schönen in den Burgundischen Niederlanden erziehen ließ, richtete er im Jahr 1490 durch Mitglieder der italienischen Kurierfamilie der Taxis einen Postkurs in die Niederlande ein, der von Innsbruck kommend auch Maudach berührte. Die Poststation Maudach ist seit dem Postreisebuch des Giovanni da L'Herba aus dem Jahr 1563 urkundlich belegt. Die Aufgabe der Posthalter war es, die versiegelten Felleisen weiterzuleiten und für die Postkuriere Pferde und Räumlichkeiten zur Verfügung zu stellen. Die Posthalter erhielten von Taxis eine Entschädigung und waren von Frondienst und Einquartierungen befreit. Im Dreißigjährigen Krieg und danach gab es jedoch Beschwerden der Maudacher Posthalter, dass man sie einige Male unberechtigterweise zu Fronarbeiten und Einquartierungen herangezogen hatte.

### Einführung der Feuerversicherung
1785 versammelten sich die Schultheißen und Gemeinderäte der elf Orte der Oberschultheißerei Oggersheim mit dem Oberschultheißen von Maubuisson dem Jüngeren und dem kurpfälzischen Geheimen Regierungs- und Hofkammerrat von Maubuisson dem Älteren und errichteten die erste Brandkasse der ganzen Region. Im Frühjahr des gleichen Jahres war in Rheingönheim ein großer Brand ausgebrochen. „Ohne die Beihilfe der Feuerspritzen würde das ganze Dorf Rheingönheim gänzlich abgebrannt sein.“ Da haben „die Untertanen ein Verlangen geäußert, durch solide Anstalten gegen derlei Fälle sich für die Zukunft zu sichern.“
Die von der Versammlung aufgestellten Bedingungen waren folgende:
- Die Orte gewähren sich wechselseitige Sicherheit gegen einen durch Brand entstehenden Schaden bis zur Summe von 4000 Gulden. Wer den Brand selbst verschuldet hat, hat nichts zu erhoffen.
- Eine Gemeinde mit 100 Familien muss eine Feuerspritze, eine mit 200 Familien zwei besitzen.
- Der Geschädigte muss ein Drittel des Schadens selbst tragen.
- Schultheiß und Gericht jeden Orts schätzen den Schaden ab, der amtlich nachgeprüft wird.
- Die an die Geschädigten zu zahlenden zwei Drittel werden zu einem Drittel aus den Gemeinden und zum anderen Drittel aus dem Beutel der Untertanen nach dem Steuerfluss bezahlt.
- Orte, die nicht zur Oberschultheißerei Oggersheim gehören, können sich ebenfalls anschließen.

### Weinbau
Dass es in Maudach Weinbau gab, geht aus einem Schreiben des Oberamts Neustadt vom Jahre 1683 hervor. Darin steht, dass dem Maudacher Pfarrherr ein Drittel des Weinzehnten als Teil seines Pfarrgehaltes zustand. Als aber alle Wingerte in der Maudacher Gemarkung schon vor 1683 zu Äckern umgewandelt waren, fiel dem Pfarrer ein beträchtlicher Teil seines Einkommens aus.
Wo die Weinberge lagen, verraten einige Weg- bzw. Straßennamen, wie z. B. der schon in den Jahren 1289 und 1363 vorkommende Flurname „Am Winweg“. Die Gewannen, durch die dieser Weg führte, waren die „Lüßgewann“, der „Lange Winkel“ und der „Kurze Winkel“. Ebenso verrät die „Alte Weinstraße“ entlang welcher Route der Wein transportiert wurde.

### Maudacher Schloss

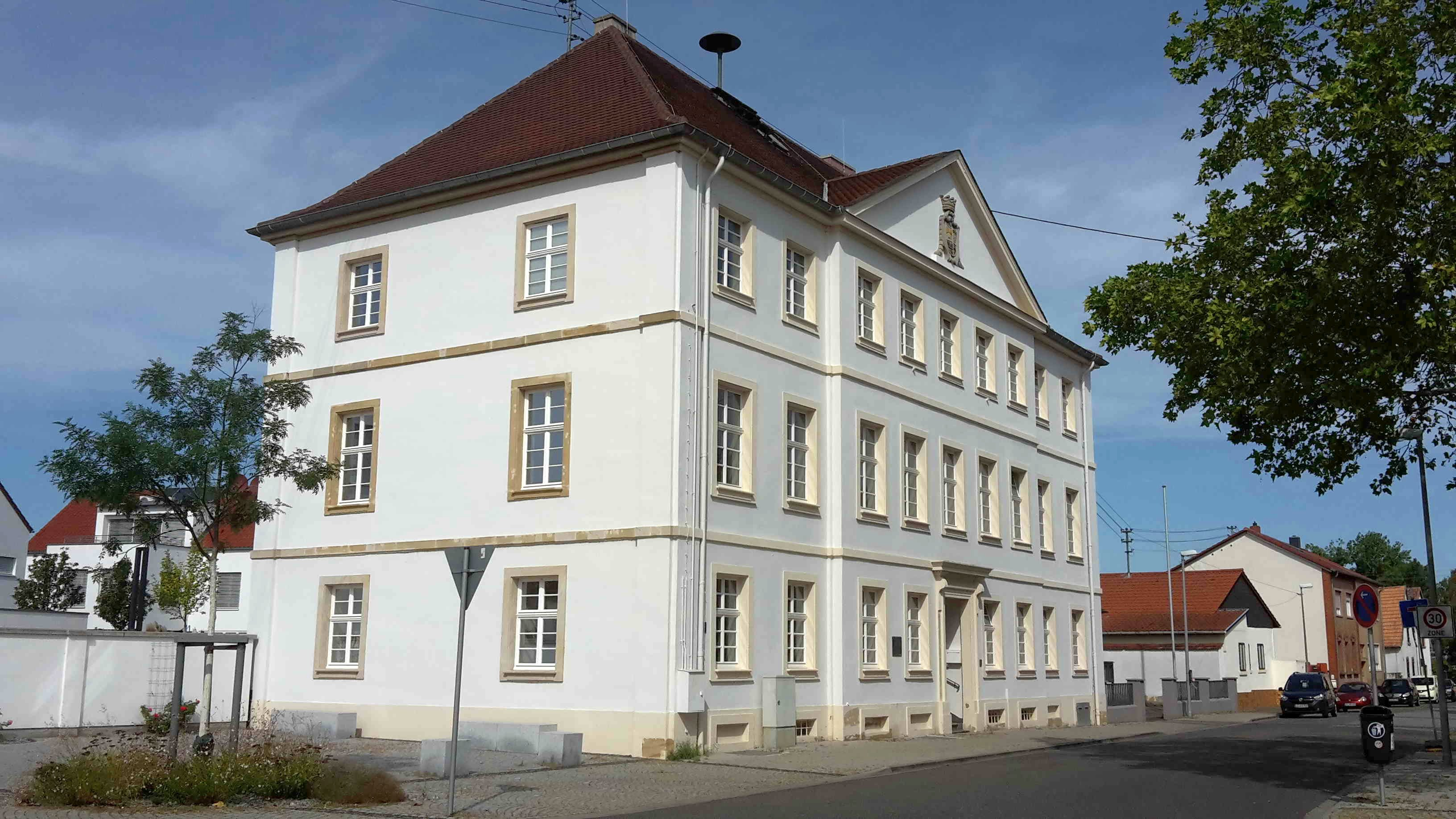
Maudacher Schloss
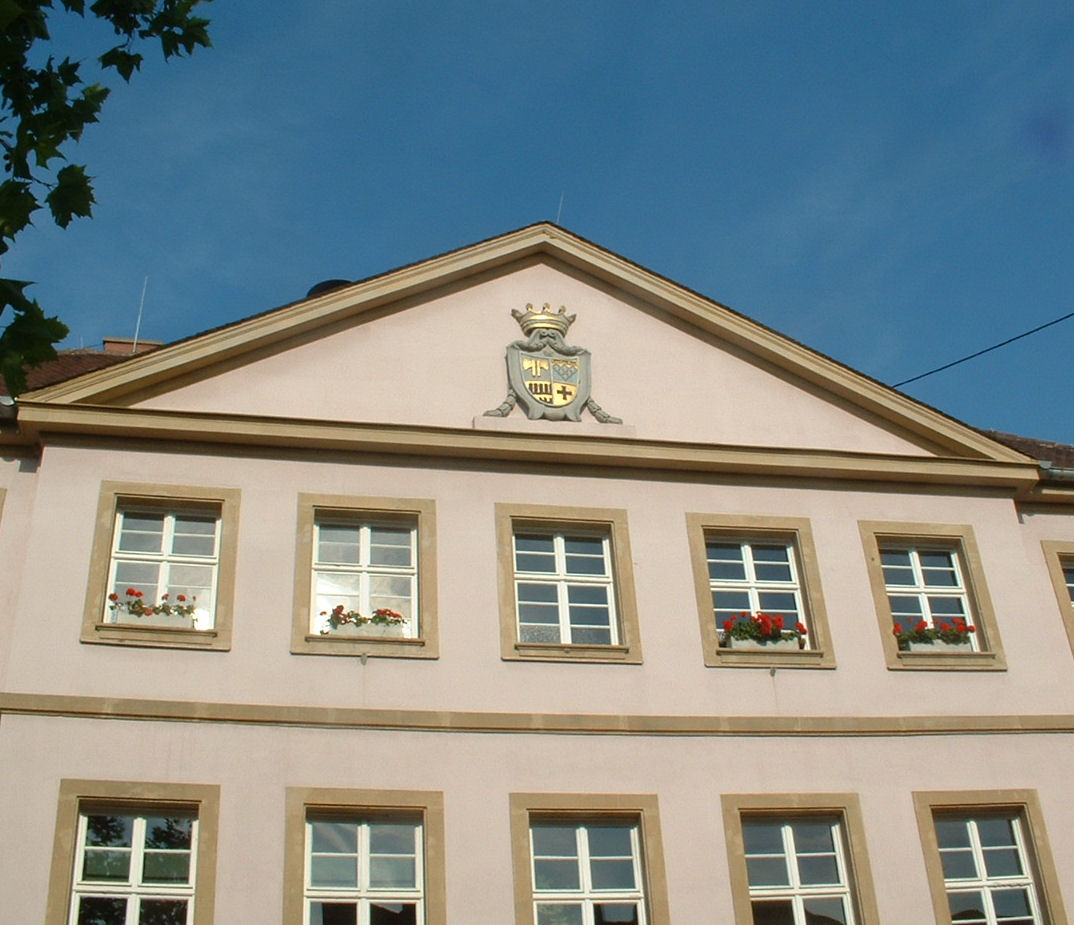
Mit dem Wappen der Familie Sturmfeder
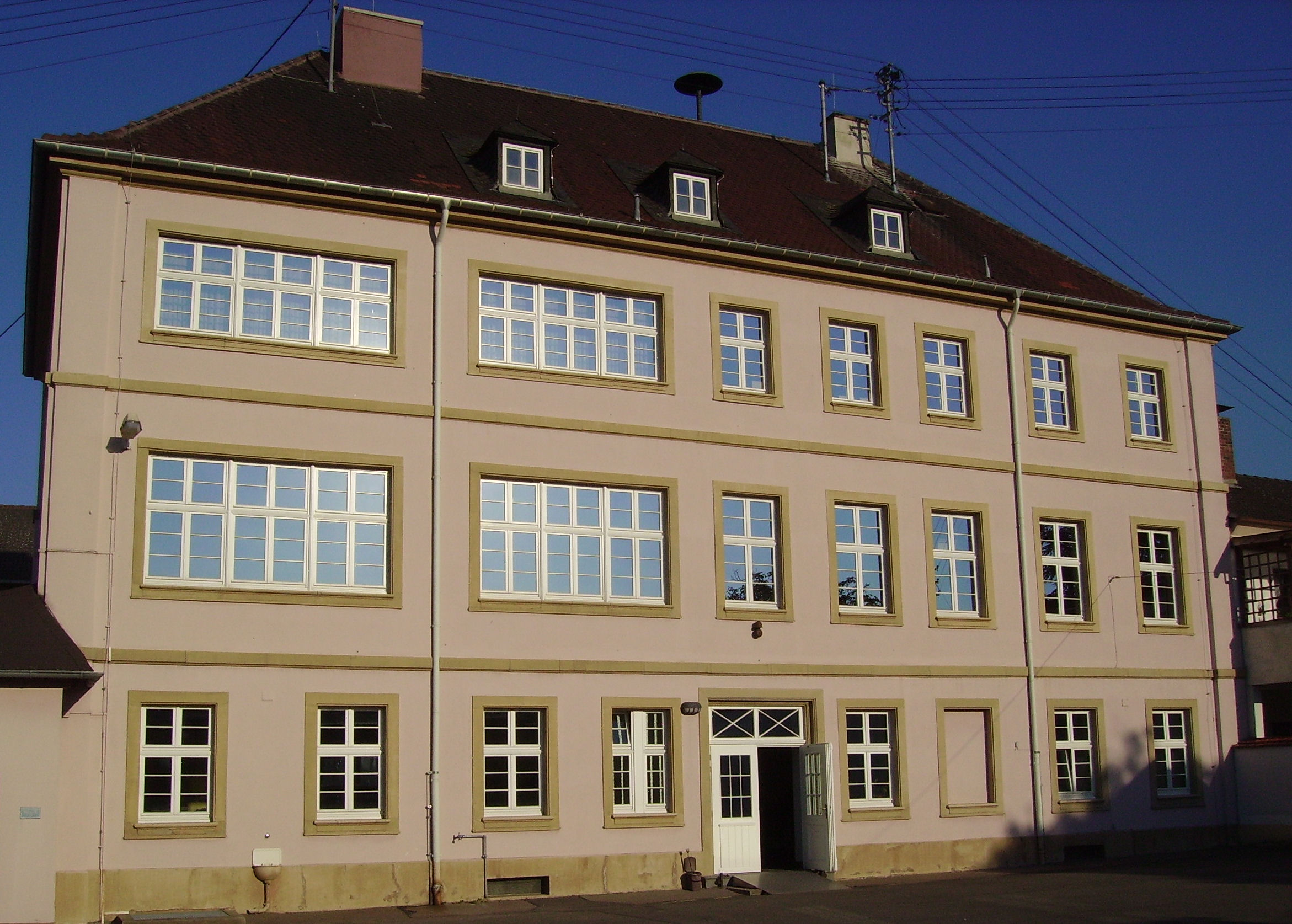
Rückseite

Das Baujahr des Maudacher Schlosses lässt sich nicht mehr ermitteln. Es wird aber um das Jahr 1770 gewesen sein; denn das Schloss zeigt frühklassizistische Formen, einen Baustil, der um 1770 in der Kurpfalz nach dem Spätbarock vorherrschend wurde.
Geheimer Rat von Maubuißon
Nach einem Lehnsbrief vom 9. November 1779 erhielt der kurpfälzische Geheime Regierungs- und Wirkliche Hofkammerrat, Zoll-, Chaussee-, Erbbestands-, Schiffahrts- und Kameral-Kommissarius Karl Ludwig von Maubuisson das Maudacher Erblehen mit Gebäuden.
Freifrau von Seldeneck
Die Witwe Maria Anna von Maubuisson suchte den Maudacher Besitz zu veräußern. Weil das Gut ein Lehnsgut war, musste der Landesfürst seine Einwilligung geben; die hinterbliebenen verheirateten Töchter mit ihren Männern, der volljährige Sohn und der Vormund der noch unmündigen Kinder mussten einverstanden sein. Käuferin war Freifrau Wilhelmine Christine von Seldeneck, „Witwe des hochseligen Herrn Markgrafen Wilhelm von Baden“. Die Lehnskammer in Mannheim schrieb am 23. Februar 1791, dass der Kauf und Verkauf des Erblehens in Maudach um die Summe von 36.000 Gulden genehmigt sei. Diese Summe hat heute einen Wert von ungefähr 500.000 Euro.
Freiherr Otto von Gemmingen
Witwe Freifrau von Seldeneck behielt das Maudacher Gut nicht lange. Sie schrieb 1792 aus Karlsruhe an den Kurfürsten:
„Ew. Kurfürstl. Durchlaucht haben gnädigst geruht zu meiner unvergeßlich und ehrfurchtsvollen Dank-Ergebenheit den mit der Frau von Maubuisson abgeschlossenen Kaufkontrakt über das von höchstdenselben zu Erblehen revelierende Gut zu Maudach gnädigst zu genehmigen. Gleichwie ich aber inzwischen durch eigene Bearbeitung meiner Besitzungen in hochfürstlich-badischen Landen an dem eigenen Betriebe der Maudacher Besitzungen behindert worden und sohin dieser Besitz für mich nicht mehr zuträglich ist, so habe ich mich entschlossen, dem Freiherrn Otto Heinrich von Gemmingen zu Hornberg dies erkaufte Gut zu über lassen und darüber am 11. Mai vorigen Jahres ein erst durch den unter heutigem Dato geschlossenen Nachtrag zu seiner gänzlichen Vollkommenheit gediehenen Kauf- und Verkaufkontrakt vorbehaltlich dero Gerechtsame und Einwilligung abgeschlossen, welchen ich samt Nachtrag Ew. Kurfürstl. Durchlaucht hiermit untertänigst vorzulegen die Gnade habe und um dessen huldreichste Bestätigung submissest bitte.“
Die Bitte wurde erfüllt. Der Kaufpreis betrug 36.000 Gulden. Freiherr Otto Heinrich von Gemmingen-Hornberg bewohnte das Schloss und bebaute das Gut selbst.
Die freiherrliche Familie von Sturmfeder
Der vierte und wohl bekannteste Eigentümer, die freiherrliche Familie von Sturmfeder, vermehrte den Besitz beträchtlich. Die Familie hinterließ an der Giebelwand ihr Familienwappen, weswegen das Schloss auch „Sturmfeder-Schlösschen“ genannt wird.
Nach einer wechselvollen Geschichte erwarb die Gemeinde dann 1840 das Schloss von Graf Max von Waldkirch und nutzte es als Rathaus und Schule, zeitweise auch als Kindergarten. Heute ist im Schloss die Ortsverwaltung ansässig und das Schmuckstück ist der "blaue Saal" im zweiten Obergeschoss, in dem mittlerweile auch Trauungen möglich sind.

### Seidenraupenzucht
Kurfürst Karl Theodor gründete 1770 die kurpfälzische Seidenbaugesellschaft. Überall in der warmen Rheinebene sollten Maulbeerbäume, deren Blätter den Seidenraupen als Nahrung dienen, gepflanzt werden. Die Bevölkerung konnte sich jedoch nicht dafür begeistern, zum einen, weil die Seidenraupenzucht viel Zeit in Anspruch nahm, zum andern, weil es sich um ein Luxusgut handelte, das ihr nicht zugutekam.

### Unter französischer Herrschaft
Das deutsche Gebiet auf der linken Rheinseite war von 1798 bis Anfang 1814 französisch. Maudach gehörte zum Departement Donnersberg. Es wurde ein neues Gesetzbuch eingeführt, der Code Napoléon, das bis zum Jahr 1900 in der Pfalz Gültigkeit hatte. Die Zugehörigkeit zu Frankreich brachte auch Besitzveränderungen in großem Ausmaß mit sich. Der Staat erklärte geistliche und herrschaftliche Güter zum Nationaleigentum und ließ sie versteigern.

### Überschwemmungen
Vor vielen Jahrtausenden hatte der Rhein eine breite Mulde in die Maudacher Gemarkung gegraben. Die Mulde, die der Rhein ursprünglich bei Maudach gegraben hatte, war so tief, dass sie vom Druckwasser gefüllt wurde, sobald der Rhein hochging. Die letzten Überschwemmungen datierten auf den Dezember 1882 und den Januar 1883.

### Allmenden
Unter Allmende versteht man jenes der Gemeinde angehörende Land, das stückweise den Ortsbürgern zur lebenslangen Nutznießung überlassen wird. Nur im Orte ansässige Bürger erhielten die Allmenden.

### Choleraepidemie im Jahr 1867
Im Jahre 1867 kam die Cholera nach Maudach. Am schlimmsten wirkte sie sich im September aus. So starben am 2. September eine Person, am 3. September eine weitere, am 4. September zwei, am 6. September vier, am 8. September vier, am 9. September eine, am 10. September zwei, am 11. September vier, am 13. September drei, am 14. September eine, am 15. September zwei, vom 16. bis 19. September jeden Tag eine, am 23. September eine und vom 25. bis 28. wiederum täglich eine Person.
In den fünf Monaten von August bis Dezember starben insgesamt 53 Personen. Da unmittelbar vor und nach 1867 die Sterblichkeitsziffer sich jährlich nur auf 30 bis 40 belief, können die Opfer der Cholera auf etwa 40 geschätzt werden. Die Leute in der Umgebung mieden Maudach daraufhin. Wenn sich die Mutterstädter nach Ludwigshafen begaben, machten sie stattdessen den weiten Umweg über Rheingönheim.

### Bahn und Post
Nachdem in Ludwigshafen und Mannheim die Großindustrie aufgekommen war, wurden die Taglöhner zu Fabrikarbeitern. Fahrräder gab es noch nicht, der weite Weg musste stets zu Fuß zurückgelegt werden. So war es ein enormer Fortschritt als die Pfälzischen Eisenbahnen die schmalspurige Lokalbahn Ludwigshafen-Dannstadt bauten. Die Bauern hatten auch einen Vorteil davon: Sie konnten ihre Waren leichter auf die Märkte von Ludwigshafen und Mannheim bringen. Auch diejenigen, die mit Ämtern zu tun hatten, profitierten von der Bahn.
Die Bahnverwaltung hatte bereits im Jahr 1885 den Bau der Strecke beschlossen. 1888 übernahm die Staatsregierung die Zinsgarantie für die Aktionäre, im Herbst 1889 konnte nach Behebung von Schwierigkeiten beim Grunderwerb mit dem Bau begonnen werden. Der „feurige Elias“ nahm 1890 den Betrieb auf, der dann bis 1955 andauerte. Noch heute wird der Platz der damaligen Haltestation „Bahnhof Maudach“ genannt.
Die Maudacher Post wurde im 19. Jahrhundert von Oggersheim aus versehen. 1858 und folgende Jahre besorgte Mutterstadt die Maudacher Post.

## Politik

### Ortsbezirk
Politisches Gremium für den Ortsbezirk ist der Ortsbeirat Maudach und der Ortsvorsteher. Der Ortsbeirat hat sieben Mitglieder. Er ist zu allen wichtigen, den Ortsbezirk betreffenden Fragen zu hören.

### Bürgermeister
1818–1833 Peter Grüner
1833–1848 Johann Grüner
1848–1849 Michael Amberger
1849–1859 Anton Grüner
1859–1863 Johann Grüner
1863–1872 Johann Adam Anton Ginkel
1872–1885 Georg Kummermehr
1885–1899 Johann Kummermehr
1945–1951 Johannes Essig
1952–1955 Alois Hildenbrand

### Ortsvorsteher
1956–1957 Alois Hildenbrand
1957–1974 Kurt Kern (SPD)
1974–1989 Julius Hetterich (CDU)
1989–1991 Günther Ramsauer (SPD)
1991–2009 Helga Kehl (SPD)
2009–2024 Rita Augustin-Funck (CDU)
seit 202400 Andreas Olbert (CDU)
Andreas Olbert wurde am 16. Juli 2024 Ortsvorsteher von Maudach. Bei der Stichwahl am 23. Juni 2024 hatte er sich mit einem Stimmenanteil von 72,5 % gegen den SPD-Bewerber durchgesetzt, nachdem bei der Kommunalwahl am 9. Juni 2024 keiner der ursprünglich drei Bewerber die notwendige Mehrheit erreicht hatte.

### Wahlergebnisse bei den Kommunalwahlen
| Wahl | CDU    | SPD    | FDP   | Rep   | Grüne  | AfD   | FWG    |
| ---- | ------ | ------ | ----- | ----- | ------ | ----- | ------ |
| 1994 | 39,5 % | 42,4 % | 2,3 % | 3,7 % | 07,5 % |       |        |
| 1999 | 48,1 % | 44,7 % | 2,2 % | 6,7 % | 04,9 % |       |        |
| 2004 | 51,5 % | 38,8 % | 2,9 % | 4,2 % |        |       |        |
| 2009 | 46,4 % | 45,3 % | 4,1 % |       |        |       |        |
| 2014 | 45,2 % | 43,8 % |       |       | 10,9 % |       |        |
| 2019 | 47,4 % | 34,1 % |       |       | 18,4 % |       |        |
| 2024 | 42,0 % | 27,2 % |       |       | 09,5 % | 8,9 % | 12,4 % |

Zur Zusammensetzung des Ortsbeirats siehe auch die Ergebnisse der Kommunalwahlen in Ludwigshafen am Rhein.

## Kultur und Sehenswürdigkeiten

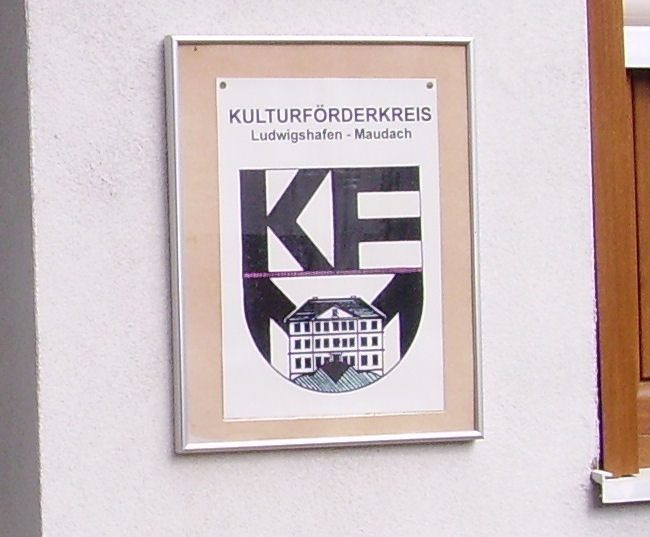
Kulturförderkreis Maudach

Das kulturelle Angebot im Ortsteil wird durch den 1991 gegründeten Kulturförderkreis Maudach mit Veranstaltungen in Musik, Literatur und Bildender Kunst gestaltet. Gründungsmitglied und 1. Vorsitzende von 1991 bis 2012 war die ehemalige Solocellistin der Staatsphilharmonie Rheinland-Pfalz, Roselore Poigné.
Der Carneval Club Mondglotzer wurde 1969, im Jahr der ersten Mondlandung gegründet:
„Alles „glotzte“ damals zum Mond, als Neil Armstrong als erster Mensch der Welt den Mond betrat.“
Jedes Jahr am zweiten Wochenende im Oktober findet die Maudacher Kerwe statt. Höhepunkt ist hier der Festgarten der katholischen Jugend Maudach (bis 2021 noch mit großem Festzelt) und der samstags stattfindende Kerweumzug der Arbeitsgemeinschaft Maudacher Vereine.

## Persönlichkeiten

### Söhne und Töchter der Stadt
- Jakob Scheller (1864–1931), Oberlehrer, Komponist und Dirigent